# Flesh and Bone (film)
Pour les articles homonymes, voir Flesh and Bone.
Pour plus de détails, voir Fiche technique et Distribution.
Flesh and Bone est un film américain réalisé par Steven Kloves en 1993.

## Synopsis
Un livreur texan, Arlis, croise sur sa route une jeune femme paumée, Kay. Cette rencontre va déterrer une histoire terrifiante enfouie depuis très longtemps, à l'époque où le père d'Arlis, Roy, mêlait son jeune garçon aux cambriolages qu'il effectuait dans les fermes isolées du Texas.

## Fiche technique
- Titre original et français : Flesh and Bone
- Titre québécois : Le Lien
- Réalisation : Steven Kloves
- Scénario : Steven Kloves
- Musique : Thomas Newman
- Production : Mark Rosenberg, Paula Weinstein
- Sociétés de production : Mirage Enterprises, Spring Creek Productions
- Pays :  États-Unis
- Langue : anglais
- Format : image Color (DeLuxe), son Dolby / DTS
- Genre : Drame, romance
- Durée : 126 minutes
- Dates de sortie :
  - États-Unis : 5 novembre 1993
  - France : 4 janvier 1995

## Distribution
- Dennis Quaid (VF : Éric Herson-Macarel) : Arlis Sweeney
- James Caan (VF : Bernard Tiphaine) : Roy Sweeney
- Meg Ryan (VF : Virginie Ledieu) : Kay Davies
- Gwyneth Paltrow (VF : Micky Sebastian) : Ginnie
- Scott Wilson (VF : Michel Fortin) : Elliot
- Christopher Rydell (VF : William Coryn) : Reese Davies
- Julia McNeal[1] : Sarah Willets
- Ron Kuhlman (VF : Philippe Vincent) : Clem Willets
- Jerry Swindall : Arlis jeune
- Ryan Bohls : Scotty Willets
- Barbara Alyn Woods (VF : Michèle Buzynski) : Cindy
- James N. Harrell : Woody
- Gerardo Johnson : Juan
- Héctor García : Nestor
- Betsy Brantley (VF : Marie Vincent) : Peg
- Nik Hagler (VF : Michel Lasorne) : Earl
- John Hawkes (VF : Michel Lasorne) : Theodore, le groom
- Joe Berryman (VF : Michel Fortin) : Homme avec de l'embonpoint

 Source et légende : version française (VF) sur RS Doublage et selon le carton du doublage français sur le DVD zone 2.

## Tournage
Le tournage eut lieu du 5 octobre au 26 décembre 1992 à Lockhart (Texas) et Marfa (Texas) et dans le ranch Mustang Mott à Westhoff (Texas).
Le producteur Mark Rosenberg mourut des suites d'une attaque cardiaque durant le tournage à Stanton (Texas). Le film lui est dédié à la fin du générique.